# Otto Fischer (Biophysiker)
Otto Fischer (* 26. April 1861 in Altenburg, Thüringen; † 22. Dezember 1916 in Leipzig) war ein deutscher Physiologe und Mathematiker.

## Leben
Nach dem Abitur an den Franckeschen Stiftungen in Halle an der Saale studierte er Mathematik und Physik in Jena, München und Leipzig. Während seines Studiums wurde er 1879 Mitglied der Burschenschaft Teutonia Jena. 1885 wurde er mit der Schrift Konforme Abbildung sphärischer Dreiecke aufeinander mittels algebraischer Funktionen bei Felix Klein in Leipzig promoviert, der ihm den Kontakt zum Anatomen Christian Wilhelm Braune vermittelte, mit dem er über die Mechanik von Muskeln und Gelenken des menschlichen Bewegungsapparats arbeitete. Nach dessen Tod setzte er die Arbeiten allein fort, wobei er mit dem Physiologen Carl Ludwig einen maßgeblichen Förderer und Fürsprecher fand. 1893 habilitierte er sich in physiologischer Physik und wurde 1896 in Leipzig außerordentlicher Professor für Medizin, was bis dahin einen Einzelfall darstellte, da er das Fach nicht studiert hatte. Daneben war er von Beruf Lehrer. Er wurde 1887 Hauptlehrer für Mathematik und Physik an der Öffentlichen Handelslehranstalt zu Leipzig und ab 1895 Oberlehrer am Petri-Realgymnasium in Leipzig, dessen Rektor er 1912 wurde. Er verfasste den Artikel Physiologische Mechanik in der Enzyklopädie der mathematischen Wissenschaften. Seine wissenschaftliche Bedeutung liegt in der Einbeziehung von Physik und Mathematik in die Physiologie des menschlichen Bewegungsapparates, insbesondere bei der Analyse des menschlichen Ganges. Des Weiteren hat er erheblichen Anteil an der Entwicklung der modernen Biophysik.
1893 wurde er „auswärtiges“ ordentliches Mitglied der Königlich Sächsischen Gesellschaft der Wissenschaften zu Leipzig und 1905 ordentliches Mitglied. 1907 wurde er zum Mitglied der Deutschen Akademie der Naturforscher Leopoldina gewählt. Im Oktober 1896 wurde er zum Ehrendoktor (Dr. med. h.c.) der Universität Würzburg ernannt.
Er war verheiratet und hatte einen Sohn Gerhard.

## Schriften
- Theoretische Grundlagen für eine Mechanik der lebenden Körper mit speziellen Anwendungen auf den Menschen sowie auf einige spezielle Bewegungsvorgänge an Maschinen, Teubner 1906
- Kinematik organischer Gelenke, Vieweg 1907
- Medizinische Physik, S. Hirzel, 1913
- in den Abhandlungen der Königlich Sächsischen Gesellschaft der Wissenschaften zu Leipzig:
  - 1. Teil mit Braune: Der Gang des Menschen, sechs Teile, 1895 bis 1904
  - mit Braune: Bestimmung der Trägheitsmomente des menschlichen Körpers und seiner Glieder, 1892
  - Die Arbeit der Muskeln und die lebendige Kraft des menschlichen Körpers, 1893 (Habilitation)
  - Beiträge zu einer Muskeldynamik, zwei Teile, 1895, 1897
  - Beiträge zu einer Muskelstatik, 1896
  - mit Braune: Über den Schwerpunkt des menschlichen Körpers mit Rücksicht auf die Ausrüstung des deutschen Infanteristen, 1889
  - mit Braune: Untersuchungen über die Gelenke des menschlichen Arms, 2 Teile, 1887
  - Über die Bewegungsgleichungen räumlicher Gelenksysteme, 1905
  - mit Braune: Die bei der Untersuchung von Gelenkbewegungen anzuwendende Methode, 1887
  - Das statische und das kinetische Maass für die Wirkung eines Muskels, 1902